# Herb Bahrajnu
Herb Bahrajnu został opracowany w 1932 przez sir Charlesa Belgrave'a - brytyjskiego doradcę ówczesnych emirów Bahrajnu. 
Przedstawia tarczę dzieloną pięcioma klinami w pas. Pola srebrne (w głowicy) i czerwone (u podstawy). Tarcza otoczona jest stylizowanymi, czerwono-srebrnymi gałązkami wawrzynu (lauru). Do 1971, roku uzyskania niezależności od monarchii brytyjskiej herb zawierał jeszcze wizerunek korony tzw. wschodniej, jako symbolu władzy królewskiej.
Pięć klinów według obecnej interpretacji, oznacza pięć filarów islamu.